# Südinnviertler Seengebiet

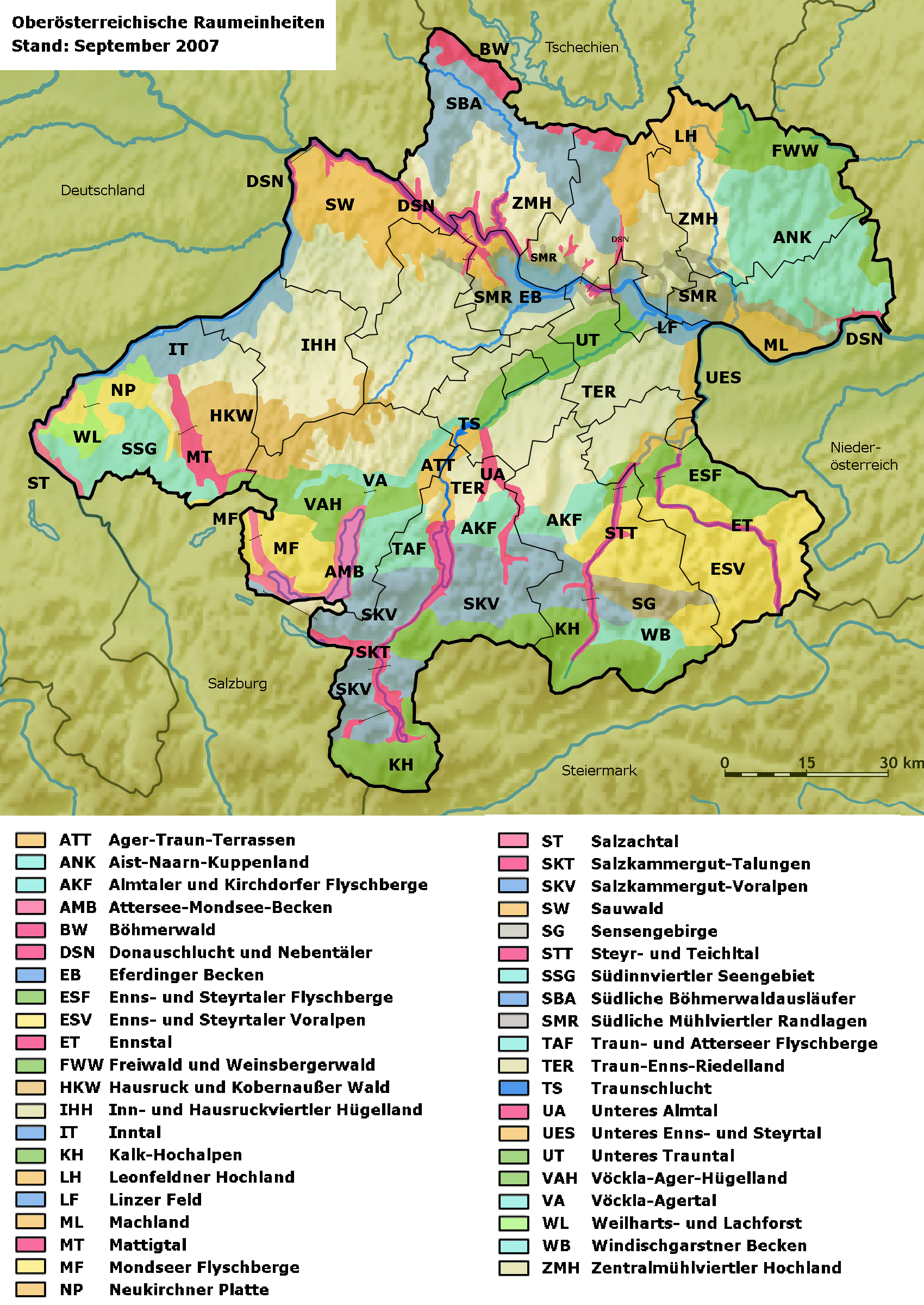
Alle OÖ Raumeinheiten

Das Südinnviertler Seengebiet ist eine Region im südlichen Innviertel und bildet eine der 41 Oberösterreichischen Raumeinheiten.

## Lage
Die Raumeinheit liegt ausschließlich im Bezirk Braunau am Inn an der Grenze zum Bundesland Salzburg.
Die Fläche des Südinnviertler Seengebiets beträgt 245,04 km². Die maximale Länge (West-Ost) beträgt 24 km, die maximale Nord-Süd-Ausdehnung rund 12 km. Der tiefste Bereich liegt bei rund 415 m ü. A. bei der Moosach bei Reith. Der höchste Bereich des Gebiets ist das Haiderthal mit rund 563 m ü. A.
Folgende Gemeindegebiete haben einen hohen Anteil am Südinnviertler Seengebiet (alphabetisch geordnet):
Haigermoos, Eggelsberg, Feldkirchen, Kirchberg, Moosdorf, Palting, Perwang, St. Georgen, St. Pantaleon und Tarsdorf.
Die Raumeinheit ist von folgenden OÖ Raumeinheiten umgeben (Im Uhrzeigersinn, beginnend im Norden):
Neukirchner Platte, Hausruck und Kobernaußerwald, Mattigtal, Mondseer Flyschberge, Salzachtal und Weilharts- und Lachforst.
Das Südinnviertler Seengebiet ist in zwei Untereinheiten gegliedert:
- Moränenlandschaft
- Seen und Moore

## Charakteristik
- Eine wellig-bucklige Moränenlandschaft des ehemaligen Salzach-Vorlandgletschers.
- Die landwirtschaftliche Nutzung ist dominant, vorherrschend sind Ackerbau und Wiesen.
- Der Waldanteil ist gering (rund 20 %), es gibt allerdings viele landschaftsprägende Kleinwälder. Buchenwälder sind verbreitet, hingegen sind Eschen, Bergahorn oder Hainbuchen seltener zu finden.
- Das Fließgewässernetz ist oft strukturlos und reguliert. Die zentralen Moorgebiete besitzen viele Entwässerungsgräben. In der Raumeinheit liegt auch Österreichs größtes Moorgebiet, das Ibmer Moor.
- Das Ibner Moor beherbergt die größte Brachvögel-Population in Oberösterreich. Große Teile des Moors sind abgetorft und viele ehemalige Moorflächen sind entwässert und damit zerstört worden. Es existiert noch ein industrieller Torfabbau im Gebiet.
- Es gibt schutzwürdige Moorgebiete auch außerhalb des Ibmer Moors wie Tarsdorfer Filz oder Enknachmoore. Die Moore und Seen der Raumeinheit beherbergen viele vom Aussterben bedrohte Tier- und Pflanzenarten.
- Die Moränenlandschaft ist eine reichhaltige Kulturlandschaft mit Kleinwäldern, Seen, Mooren und Wiesen mit Obstbäumen. Die Landschaft hat einige artenreiche Streuwiesen zu bieten.
- Die Siedlungsgebiete bestehen überwiegend aus Einzelhöfen oder Weilern. Es gibt einige größere Dörfer mit geringer Zersiedlung.
- Der sanfte Tourismus in der Gegend findet besonders an den Seen (z. B. Holzöstersee oder Heratinger See) statt. Die Seen werden zum Baden, Campen oder Angeln genützt. Weiters haben das Radfahren und Wandern (Moorwanderwege) einen großen Stellenwert. Die Region ist Teil der länderübergreifenden Tourismusregion Seelentium.